# 金逵珉
金逵珉（韓語：김규민，1974年—），是一名出生於北韓的導演，現居於南韓，並專門製作關於脫北者的電影。

## 歷程
金逵珉出生於北韓南部地區黃海北道，其父為軍人。1995年，金逵珉入讀大學。同年，北韓爆發大規模的北韓饑荒，其父也因而被裁走，糧食停止配給。隨後，他從偷運入口的收音機中得悉南韓和中國的生活水平遠比北韓好而計劃逃亡。1999年4月，他從黃海北道走到元山市，再從當地北上清津市，最後逃到邊境的會寧市後抵達中國境內。然而，在1年後，他因被當地人告密而被遣返，並被監禁在清津集中營。兩個月後，即金正日的生日中，他獲赦釋放。
隨後，金逵珉再次逃到中國的煙台，在這兒，他得悉蒙古會把所有的北韓難民送到南韓，因此他在久後又穿越戈壁沙漠，抵達蒙古。2001年，他來到南韓，並成為了一名電影導演，製作了《冬日蝶》等關於脫北者的作品。同時，他還入讀了韓國外國語大學政治系，也和南逃到當地的北韓女子結婚，育有一女。

## 作品
- 2011年：《冬日蝶》
- 2013年：《1952》
- 2014年：《11月9日》
- 2016年：《First Step》
- 2018年：《愛的禮物》

## 外部鏈接
- 金逵珉的Naver電影頁面 （页面存档备份，存于）
- 金逵珉的Hancinema人物頁面 （页面存档备份，存于）